# Scott & Bailey (seizoen 4)
Dit artikel vat het vierde seizoen van Scott & Bailey samen.

## Rolverdeling

### Hoofdrollen
| Acteur            | Personage                        |
| ----------------- | -------------------------------- |
| Suranne Jones     | brigadier Rachel Bailey          |
| Lesley Sharp      | rechercheur Janet Scott          |
| Amelia Bullmore   | hoofdinspecteur Gill Murray      |
| David Prosho      | rechercheur Ian "Mitch" Mitchell |
| Tony Mooney       | rechercheur Pete Readyough       |
| Delroy Brown      | rechercheur Lee Broadhurst       |
| Danny Webb        | rechercheur Chris Crowley        |
| Olivia Rose Smith | Elise Scott                      |
| Sally Lindsay     | Alison Bailey                    |
| Pippa Haywood     | Superintendent Julie Dodson      |
| Judith Barker     | Dorothy Parsons                  |
| Danny Miller      | Rob Waddington                   |

## Afleveringen
| Nr. | Aflevering | Titel               | Regisseur      | Schrijver       | Selectie gastrollen | Originele uitzenddatum |  |
| --- | ---------- | ------------------- | -------------- | --------------- | --- | ---------------------- |  |
| 23 | 1          | Superficial         | Simon Delaney  | Amelia Bullmore | Simon Slater - Alan Mayhew Janice Acquah - Judy Clarke Ken Bones - John Rivington Richard Oldham - mr. McKendrick Sarah Jane Corrigan - mrs. McKendrick        | 10 september 2014      |  |
| Wanneer een cafébaas aangifte doet van de vermissing van een werknemer gaat het rechercheteam op onderzoek uit. Het betreft de achttienjarige Robin McKendrick die mentaal een beetje achtergesteld is. Tijdens het onderzoek duiken er foto's op Facebook op waar Robin vastgebonden en mishandeld te zien is liggend in een kofferbak, de rechercheurs denken hieruit dat hij dood is. De eigenaar van de auto heeft zijn auto als gestolen opgegeven, een getuige meldt dan dat de auto eigenaar zijn auto heeft gedumpt in een meer. Als de rechercheurs gaan dreggen in de meer vinden zij de auto met het lichaam van Robin, tevens vinden zij daar nog een lijk. Als het tweede lijk onderzocht wordt vermoedt hoofdinspecteur Gill Murray dat dit lijk behoord aan Mandy Sweeting, zij verdween twintig jaar geleden. Ondertussen moet Murray kiezen uit rechercheur Scott en rechercheur Bailey wie de nieuwe brigadier wordt nu brigadier Rob Waddington het bureau gaat verlaten, zij kiest voor Scott. Scott wijst echter de promotie af omdat zij haar tijd wil richten op haar gezin. Nu zit er niets anders op voor Murray om Bailey te promoveren tot sergeant, zij weet echter niet van de afwijzing van Scott en is zeer vereerd met haar promotie.                                        |            |                     |                |                 | |                        |  |
| 24 | 2          | Tough Love          | Simon Delaney  | Amelia Bullmore | Anna Calder-Marshall - Barbara Sweeting Mark Chatterton - Antony Sweeting Diana May - Sinead Rebecca Manley - Janine                                           | 17 september 2014      |  |
| Het rechercheteam probeert te achterhalen of het gevonden lichaam in de meer behoort aan Mandy Sweeting, dit blijkt zo te zijn. De medisch onderzoekster ontdekt dat het lichaam recentelijk in het water is gedumpt, hiervoor werd zij waarschijnlijk bevroren in een diepvries bewaard. Toen Mandy twintig jaar geleden ineens verdween werd haar man Gary verdacht, in een onderzoek dat geleid werd door de vader van brigadier Rob Waddington, van haar verdwijning. Gary is echter pas overleden. Dan krijgen de rechercheurs te horen dat Mandy zwanger was, na een DNA test blijkt Antony, de broer van Gary, de vader te zijn. Antony verklaart dat hij seks met haar heeft gehad toen zij beiden dronken waren, tevens vertelt hij dat Gary haar vermoordde en dat hij Gary heeft geholpen met het verbergen van het lichaam. De rechercheurs denken echter dat Antony de dader is, na een intensief verhoor blijkt dat zij gelijk hebben. Nadat deze zaak opgelost is verklaart hoofdinspecteur Gill Murray ineens dat zij zich aangemeld heeft voor haar pensioen. Ondertussen is brigadier Bailey begonnen in haar nieuwe functie. Rechercheur Scott vertelt aan Bailey dat zij het zat is om vrijgezel te zijn en wil op zoek gaan naar een partner.                                           |            |                     |                |                 | |                        |  |
| 25 | 3          | Damaged             | Simon Delaney  | Lee Warburton   | Judy Holt - Scary Mary Jackson Jenny Platt - Charlotte Keane Darren Morfitt - Barry Keane Ashley Campbell - Tim Radcliffe                                      | 24 september 2014      |  |
| Wanneer Rich Hutchings vermoord wordt gevonden in zijn appartement, wat hij deelde met zijn man, gaat het rechercheteam op onderzoek uit. Als eerste verdenken de rechercheurs de homofobische buurman van het stel als hoofdverdachte. Het blijkt dat de twee mannen de vrouw van de buurman hebben geadviseerd om hem te verlaten, dit omdat zij werd mishandeld door hem. De rechercheurs denken dat de buurman hier zo boos over werd dat hij daarom Rich heeft vermoord. Barry kan geen alibi leveren voor het tijdstip van de moord, tijdens het verhoor bekent hij echter dat hij toen bij een vriendin was van zijn vrouw. Nu de buurman toch een alibi heeft kunnen zij al snel een andere verdachte vinden, deze verdachte blijkt dan de moordenaar te zijn van Rich. Ondertussen komt de moeder van brigadier Bailey haar opzoeken, zij vertelt aan Bailey dat haar vriend gevangen zit en wil dat haar dochter hem vrijlaat. Bailey weigert dit echter omdat zij haar functie niet wil misbruiken om een mogelijke crimineel vrij te krijgen. Bailey kijkt later het dossier in van de vriend en ziet dat hij meerdere keren heeft vastgezeten, voornamelijk voor het mishandelen van zijn vriendinnen.                                                                                          |            |                     |                |                 | |                        |  |
| 26 | 4          | A Matter of Rank    | Noreen Kershaw | Emily Ballou    | Steve Toussaint - Will Pemberton Mina Anwar - Eleanor Goodhead David Hobbs - Martin Eileen Davies - Joyce Alexis Platt - Grant Meath                           | 1 oktober              |  |
| Wanneer Lola Lake vermoord wordt gevonden in een hotel, wat voornamelijk gebruikt wordt door prostituees, gaat het rechercheteam op onderzoek uit. Het onderzoek leert hen dat zij daar was omdat zij afgesproken had met een man die zij leerde kennen via een datingsite, echter haar afspraak handelde echter onder een valse naam. Later komt een vrouw naar de rechercheurs met het verhaal dat zij bijna vermoord werd door dezelfde man, de man wordt dan geïdentificeerd als de getrouwde James Tollis. James blijkt veel op internet te zoeken naar vrouwen voor seks, hij bekent dit maar ontkent verantwoordelijk te zijn voor de dood van Lola. Na een intensief verhoor wordt het toch duidelijk dat James verantwoordelijk is voor de dood van Lola. Ondertussen heeft brigadier Bailey stiekem een relatie met superintendent Will Pemberton. Rechercheur Scott is teleurgesteld in haar baas Gill Murray, zij heeft in een dronken bui aan Bailey verteld dat zij tweede keuze was in de functie van brigadier. Hiernaast is Scott druk bezig met speeddaten, zij heeft hier echter weinig succes mee. |            |                     |                |                 | |                        |  |
| 27 | 5          | Neglect             | Noreen Kershaw | Lee Warburton   | Steve Toussaint - Will Pemberton Judy Holt - Scary Mary Jackson Andrew Knott -Marcus Redhead Claire Cooper - Jenny Redhead                                     | 8 oktober 2014         |  |
| Wanneer de baby Drew Redhead sterft in het ziekenhuis onder verdachte omstandigheden gaat het rechercheteam op onderzoek uit. Als eerste gaan de rechercheurs de ouders onderwerpen aan een onderzoek, de vader blijft uiterst kalm terwijl de moeder agressief reageert wat uiterst verdacht is. Het onderzoek wijst verder uit dat de ouders vaker naar verschillende ziekenhuizen zijn geweest met de baby. Als er sporen van cocaïne worden gevonden bij de baby wijzen de ouders naar de babysitters, Adjoah en haar drugsverslaafde vriend Nick Wootton. Nu wordt Nick de hoofdverdachte van de dood van de baby, Adjoah vertelt dan aan de rechercheurs dat de moeder ook verslaafd is aan cocaïne. Dit zorgt ervoor dat de aandacht van de rechercheurs weer naar de moeder gaat, na een intensief verhoor op de ouders komt de waarheid aan het licht. Ondertussen ontdekt hoofdinspecteur Gill Murray de relatie tussen brigadier Bailey en superintendent Will Pemberton, zij is hiermee niet echt blij. |            |                     |                |                 | |                        |  |
| 28 | 6          | Professional Divide | Noreen Kershaw | Emily Ballou    | Christina Tam - Maya Shen Mina Anwar - Eleanor Goodhead Joe Wandera - Simon Robinson Steve Toussaint - Will Pemberton                                          | 15 oktober 2014        |  |
| Wanneer een bareigenaar en zijn vrouw vermoord in hun huis worden gevonden gaat het rechercheteam op onderzoek uit. Zij zijn met grof geweld om het leven gebracht, het lijkt erop dat een inbraak verkeerd is afgelopen. Dan gaat de aandacht van de rechercheurs uit naar hun uit het oog verloren dochter Carla, zij blijkt een Crackverslaafde te zijn met connecties met een bekende crimineel die zij ontmoet heeft in een afkickkliniek. Haar drugsdealer Mark Britton geeft de politie bewijzen wat Carla en haar criminele vriend zeer verdacht maken. Ondertussen heeft rechercheur Scott haar handen vol aan haar dochter, zij is stapelverliefd op haar stiefbroer. Superintendent Will Pemberton besluit de relatie met brigadier Bailey te beëindigen. |            |                     |                |                 | |                        |  |
| 29 | 7          | Fatal Error         | Neasa Hardiman | Amelia Bullmore | Judy Holt - Scary Mary Jackson Camilla Marie Beeput - Maeve Steve Garti - Callum Pritchard Ellie Haddington - Evie Pritchard                                   | 22 oktober 2014        |  |
| Wanneer het levenloze lichaam van een onbekende man wordt gevonden op een weiland gaat het rechercheteam op onderzoek uit. Zij ontdekken dat de man Michael Greenholme was, hij is herkend door zijn voormalige vriendin die hem vijftien jaar geleden voor het laatst heeft gezien. Verder onderzoek wijst uit dat in vijftien jaar niemand Michael heeft gezien of gehoord. Een in de buurt gelegen boerderij trekt de aandacht van de rechercheurs, als zij de bewoners willen ondervragen vlucht de boer met zijn auto weg van hen. Tijdens de achtervolging door de rechercheurs raakt de boer betrokken in een eenzijdig ongeval waarvan hij komt te overlijden. Als de boerderij aan een onderzoek wordt onderworpen worden er opgesloten mensen ontdekt in de schuur, later wordt duidelijk dat deze mensen als slaven werden behandeld. Nu de boer is overleden wordt de boerin gearresteerd voor slavernij en moord op Michael. Ondertussen maakt rechercheur Scott melding bij superintendent Julie Dodson van het overmatig alcoholgebruik van hoofdinspecteur Gill Murray. Brigadier Bailey verneemt van haar zus dat hun moeder onlangs plotseling gestorven is. |            |                     |                |                 | |                        |  |
| 30 | 8          | Lost Loyalty        | Neasa Hardiman | Amelia Bullmore | Steve Huison - Sandy Thewliss Ellie Haddington - Evie Pritchard David Edward-Robertson - Rufus Judy Holt - Scary Mary Jackson Steve Toussaint - Will Pemberton | 29 oktober             |  |
| Nu er mannen op de boerderij van de familie Pritchard gevonden zijn die als slaven werden behandeld komt de zaak van het rechercheteam in een ander daglicht te staan. Evie Pritchard, de boerin met een arrogante houding, wordt gearresteerd voor slavernij, mishandeling en moord op Michael Greenholme. Maar tot ontzetting van het rechercheteam wordt Evie weer vrijgelaten door gebrek aan bewijs, nadat zij is vrij gelaten beschuldigt zij het politieteam van laster en dat hoofdinspecteur Gill Murray dronken was tijdens haar werk. De rechercheurs vinden een honkbalknuppel waarmee Michael vermoord is, de vingerafdrukken die hierop staan behoren tot een man die ook als slaaf verbleef op de boerderij en wordt ook vermist. Als het onderzoek op de boerderij wordt uitgebreid wordt het vermoorde lichaam gevonden van de man die vermist werd, nu vinden zij bewijzen dat Evie voor deze moord wel verantwoordelijk was en kunnen haar weer arresteren. Ondertussen moet superintendent Julie Dodson er alles aan doen om het drinkgedrag van hoofdinspecteur Gill Murray de zaak niet in gevaar te laten brengen, ook als dit haar vriendschap met Murray kan kosten. Nadat deze zaak tot een goed einde is gekomen wordt het pensioen van Murray gevierd met het hele politiekorps. |            |                     |                |                 | |                        |  |